# تاكايوكي كيشيموتو
تاكايوكي كيشيموتو (باليابانية: 岸本鷹幸؛ بالكانا: きしもと たかゆき) هو واثب حواجز ‏ ياباني، ولد في 6 مايو 1990 في موتسو في اليابان.

## وصلات خارجية
- تاكايوكي كيشيموتو على موقع الاتحاد الدولي لألعاب القوى (الإنجليزية)
- تاكايوكي كيشيموتو على موقع الرابطة اليابانية لاتحادات ألعاب القوى (اليابانية)
- تاكايوكي كيشيموتو على موقع اللجنة الأولمبية الدولية (الإنجليزية)
- تاكايوكي كيشيموتو على موقع أوليمبيديا (الإنجليزية)